# Stazione di New Cross
La stazione di New Cross è una stazione ferroviaria, situata nel quartiere di New Cross, nel borgo londinese di Lewisham. L'impianto sorge lungo la Southeastern Main Line e al termine di una delle diramazioni della ferrovia di Londra Est.

## Movimento
L'impianto è servito dai treni della linea East London della London Overground.

Oltre a questi, effettuano fermata a New Cross i treni regionali e nazionali di Southeastern.

## Interscambi
La stazione consente l'interscambio con New Cross Gate, stazione della ferrovia Londra-Brighton e della diramazione per Crystal Palace e per West Croydon della ferrovia di Londra Est. Le due stazioni distano circa 700 metri a piedi.
La stazione è servita direttamente da numerose linee di autobus, gestite da London Buses.
- Stazione ferroviaria (New Cross Gate, London Overground)
- Fermata autobus